# Auriac de Vendinèla
Auriac de Vendinèla (francès Auriac-sur-Vendinelle) és un municipi occità del Lauraguès en el Llenguadoc, situat al departament de l'Alta Garona i a la regió d'Occitània.